# 1982 no Brasil
Esta é uma cronologia dos fatos acontecimentos de ano 1982 no Brasil.

## Incumbentes
- Presidente do Brasil - João Figueiredo (15 de março de 1979 - 15 de março de 1985)
- Vice-presidente do Brasil - Aureliano Chaves (15 de março de 1979 - 15 de março de 1985)

## Eventos
- 7 de janeiro: Fundação do Museu Afro-Brasileiro em Salvador, Bahia.
- 11 de fevereiro: O Tribunal Superior Eleitoral concede o registro definitivo ao Partido dos Trabalhadores por unanimidade de votos.[1]
- 22 de março: Os candidatos a governador do Estado de São Paulo, Franco Montoro, do PMDB, e Reinaldo de Barros, do PDS, realizam o primeiro debate na televisão após a suspensão da proibição imposta pela Lei Falcão.[2]
- 11 de maio: Presidente João Baptista Figueiredo inicia sua visita aos Estados Unidos para fazer o encontro com o presidente norte-americano Ronald Reagan em Washington, DC.[3]
- 8 de junho: Um avião Boeing 727, que fazia o Voo VASP 168, choca-se com a Serra da Aratanha, próximo de Pacatuba, Ceará, matando todos os 137 ocupantes. Foi o maior acidente aéreo da história da aviação brasileira até 2006.[4]
- 22 de junho: Os padres franceses Aristides Camio e François Gouriou e os 13 posseiros de São Geraldo do Araguaia são condenados à prisão pela Lei de Segurança Nacional, em Belém, Pará.[5]
- 4 de outubro: O príncipe herdeiro japonês Naruhito embarca para Brasília para ser sua primeira visita ao Brasil por 10 dias.[6]
- 5 de novembro: A maior hidrelétrica do mundo, Usina Hidrelétrica de Itaipu, é inaugurada pelos presidentes João Figueiredo, do Brasil, e Alfredo Stroessner, do Paraguai.[7]
- 15 de novembro: São realizadas as eleições diretas para governadores, senadores, prefeitos, deputados federais e deputados estaduais.[8][9]
- 13 de dezembro: São presos os 91 membros do Partido Comunista Brasileiro por participarem do 7° congresso do próprio partido, em São Paulo.[10]

## Nascimentos
- 1 de janeiro: João Carlos Pinto Chaves, futebolista.
- 2 de janeiro: Ozéia, futebolista.
- 8 de janeiro: Cláudio Pitbull, futebolista.
- 12 de janeiro: Walter Minhoca, ex-futebolista.
- 14 de janeiro: Léo Lima, futebolista.
- 15 de janeiro: Júlio Campos, automobilista.
- 17 de janeiro: 
  - Ricardo Bóvio, ex-futebolista.
  - Mel Lisboa, atriz.
  - Leonardo Miggiorin, ator.
- 18 de janeiro:
  - Fabiano Medina, futebolista.
  - Baré, futebolista.
  - Flávia Rubim, atriz e apresentadora de televisão.
- 19 de janeiro: Pierre, futebolista.
- 23 de junho: Marcos de Andrade Filho, escritor.

## Mortes
- 19 de janeiro: Elis Regina, cantora (n. 1945).
- 24 de abril: Sérgio Buarque de Holanda, sociólogo, escritor e jornalista (n. 1902).
- 23 de novembro: Adoniran Barbosa, cantor e sambista (n. 1912).